# شورای نگهبان
شورای نگهبان یک شورای انتصابی است که طبق قانون اساسی دارای ۱۲ عضو است و از قدرت و نفوذ چشمگیر و مؤثری در تصمیم‌گیری‌های کلان در نظام جمهوری اسلامی ایران برخوردار است. این یکی از دو رکن تشکیل دهنده قوه مقننه جمهوری اسلامی ایران است.
طبق قانون اساسی ایران این شورا متشکل از شش فقیه اسلامی (عالم به احکام اسلامی) «آگاه از مسائل روز» به انتخاب رهبر ایران و شش حقوقدان مسلمان و «متخصص» در بخشهای مختلف قانون، توسط رئیس قوه قضاییه (که به نوبه خود، توسط رهبری نیز منصوب می‌شود) انتخاب شده و برای اخذ رای اعتماد به مجلس شورای اسلامی (پارلمان ایران) معرفی می‌شوند. دبیر شورای نگهبان بالاترین مقام رسمی این شوراست و احمد جنتی دبیر کنونی آن را بر عهده دارد.
بنابر اصل نود و دوم قانون اساسی، اعضای شورای نگهبان برای مدت شش سال انتخاب می‌شوند اما در نخستین دوره پس از گذشتن سه سال، نیمی از اعضای هر گروه به قید قرعه تغییر می‌یابند و اعضای تازه‌ای به جای آن‌ها انتخاب می‌شوند.
شورای نگهبان تفسیر قانون اساسی ایران، نظارت بر انتخابات، و تأیید نامزدهای مجلس خبرگان، ریاست جمهوری و مجلس شورای اسلامی را به عهده دارد، و همچنین «اطمینان از سازگاری قانون تصویب شده توسط مجلس شورای اسلامی با معیارهای اسلام و قانون اساسی»
همه مصوبات مجلس شورای اسلامی پیش از لازم‌الاجرا شدن، نیازمند توضیح این شوراست تا از بروز هرگونه مغایرتی با موازین شرع و قانون اساسی جلوگیری به عمل آید. تأیید صلاحیت نامزدهای تمامی انتخابات سراسری کشور به جز انتخابات شوراهای شهر و روستا نیز در حیطهٔ وظایف این شورا جای دارد.
شورا نقش مهمی در کنترل تفسیر ارزشهای اسلامی در قوانین ایران به روشهای زیر داشته است:
- نظارت بر نامزدهای احتمالی و تعیین اینکه چه کسی می‌تواند یا نمی‌تواند کاندیدای پست ملی شود.[۶]
- رد قوانینی که توسط مجلس تصویب شده است.[۷]

هنگامی که انتخابات ریاست جمهوری سال ۲۰۰۹ اعلام شد، محمد خاتمی، رئیس‌جمهور سابق، در مورد برنامه‌های خود برای رقابت با محمود احمدی‌نژاد بحث نخواهد کرد، زیرا این شورا ممکن است خاتمی را مانند سایر نامزدهای اصلاح طلبان رد صلاحیت کند، به این دلیل که آنها به اندازه کافی به ارزش‌های اسلامی اختصاص نداشته‌اند.
مواردی وجود داشته است که شورای نگهبان ممنوعیت خود را در مورد افراد خاص پس از حکم حکومتی سید علی خامنه‌ای تغییر داده است.

## پیشینه
از هنگام تشکیل مجلس قانون‌گذاری در ایران به موجب اصل دوم قانون اساسی مشروطه مقرر شد:
«در هر عصری از اعصار هیاتی که کمتر از پنج نفر نباشد از مجتهدین و فقهای متدینین که مطلع از مقتضیات زمان هم باشند به این طریق که علمای اعلام و حجج اسلام مرجع تقلید شیعه اسامی بیست نفر از علماء که دارای صفات مذکوره باشند معرفی به مجلس شورای ملی بنمایند، پنج نفر از آنها را یا بیشتر به مقتضای عصر اعضای مجلس شورای ملی بالاتفاق یا به حکم قرعه تعیین نموده به سمت عضویت بشناسند تا موادی که در مجلس عنوان می‌شود به دقت مذاکره و غور رسی نموده هر یک از آن مواد معنونه که مخالفت با قواعد مقدسه اسلام داشته باشد طرح و رد نمایند که عنوان قانونیت پیدا نکند و رأی این هیئت علماء در این باب مطاع و بتبع خواهد بود و این ماده تا زمان ظهور حضرت حجة عصر عجل الله فرجه تغییرپذیر نخواهد بود.»
پس از سقوط نظام مشروطه سلطنتی در ایران، بحث دربارهٔ نگارش قانون اساسی جدید آغاز شد. از آنجاکه نویسندگان پیش‌نویس قانون اساسی، عموماً از تحصیل‌کردگان در کشور فرانسه و متأثر از سنت حقوقی آن کشور بودند، برای نظارت بر انطباق قوانین با قانون اساسی، نهادی مشابه شورای قانون اساسی فرانسه در نظر گرفتند و آن را «شورای نگهبان قانون اساسی» نامیدند. خبرگان قانون اساسی، در اصل صد و بیست و یکم قانون اساسی (۱۳۵۸) یک‌بار همین نام را به کار برده بودند که این نیز در جریان بازنگری قانون اساسی به کلی به شورای نگهبان تغییر کرد. با این حال همچنان گاهی از این نهاد با همان عنوان شورای نگهبان قانون اساسی یاد می‌شود.

## وظایف
نخستین وظیفه شورای نگهبان،
نظارت بر تدوین قوانین در مجلس شورای اسلامی است.
این شورا وظیفه دارد که هر قانون تصویب شده در مجلس را با قانون اساسی و قوانین شرعی اسلام مطابقت دهد که در صورت مطابقت داشتن، لایحه یا طرح مجلس را تأیید می‌کند. در صورت عدم مطابقت، آن لایحه یا طرح به مجلس برگردانده می‌شود تا مجلس اصلاحات مورد نظر شورای نگهبان را بررسی کند. در صورت پافشاری مجلس بر نظر خود، طرح یا لایحه مورد نظر به مجمع تشخیص مصلحت نظام فرستاده می‌شود.
دومین وظیفه شورا نظارت استصوابی بر کلیه انتخابات کشور است. تفسیر شورای نگهبان از این اصل منتج به تعیین صلاحیت همه نامزدهایی که برای شرکت در هر انتخابات به جز انتخابات شوراهای اسلامی شهر و روستا در وزارت کشور ثبت‌نام می‌کنند شده که محل بحث است.

### وظایف شورای نگهبان و تفکیک قوا
یکی از شروط اساسی در نظام‌های مردم سالار اصل تفکیک قوا است. به موجب این اصل حکومت به شاخه‌های مستقلی تفکیک و تقسیم می‌شود که حیطه مسئولیت و اختیارات مشخص و مستقلی از هم دارند. شاخه‌های مختلف یک حکومت معمولاً به صورت قوه مجریه، قوه مقننه و قوه قضاییه هستند.
مطابق قانون اساسی جمهوری اسلامی ایران، دو نوع مسئولیت و اختیار؛ قانون‌گذاری و قضاوت، برای شورای نگهبان در نظر گرفته شده است.
در بخش اختیارات مقننه، مطابق اصل ۹۴ قانون اساسی، شورای نگهبان، اختیار تصویب یا رد مصوبات مجلس شورای اسلامی را دارا است؛ گذشته از این، مطابق اصل ۹۳ قانون اساسی، تصمیمات مجلس شورای اسلامی بدون وجود شورای نگهبان، قانونی نخواهد بود. مجلس شورای اسلامی تنها در تصویب آئین‌نامه داخلی مجلس نیازی به تأیید شورای نگهبان ندارند.
در بخش اختیارات قضایی، مطابق اصل ۹۸ قانون اساسی، این شورا وظایف دادگاه قانون اساسی را داراست؛ زیرا طبق این اصل، وظیفه تفسیر قانون اساسی به این شورا واگذار شده است.
در بخش اختیارات انتخاباتی طبق اصل ۹۹ قانون اساسی جمهوری اسلامی ایران شورای نگهبان نظارت بر انتخابات مجلس خبرگان رهبری، ریاست جمهوری، مجلس شورای اسلامی و مراجعه به آراء عمومی و همه‌پرسی را بر عهده دارد. این نظارت از نوع نظارت استصوابی است.

## دبیران
تاکنون سه نفر از فقها در طول عمر این نهاد به عنوان دبیر شورا برگزیده شدند.
- محمدرضا مهدوی کنی (سرپرست) (۱۳۵۹)

1. لطف‌الله صافی گلپایگانی (۱۳۶۷–۱۳۵۹)
2. محمد محمدی گیلانی (۱۳۷۱–۱۳۶۷)
3. احمد جنتی (اکنون–۱۳۷۱)

## قائم‌مقام و سخنگویان

#### قائم‌مقام
- حسین مهرپور
- محسن هادوی
- خسرو بیژنی
- حسین مهرپور
- سید رضا زواره‌ای
- محمدرضا علیزاده
- عباسعلی کدخدایی
- سیامک ره‌پیک

#### سخنگویان
1. محمد امامی کاشانی (۱۳۷۱–۱۳۷۸)
2. رضا استادی (۱۳۷۸–۱۳۸۰)
3. ابراهیم عزیزی(۱۳۸۰–۱۳۸۳)
4. غلامحسین الهام(۱۳۸۳–۱۳۸۴)
5. عباسعلی کدخدایی(۱۳۸۴–۱۳۹۲)
6. نجات‌الله ابراهیمیان(۱۳۹۲–۱۳۹۵)
7. عباسعلی کدخدایی(۱۳۹۵–۱۴۰۰)
8. هادی طحان نظیف(۱۴۰۰-اکنون)

## اعضا
اعضای کنونی شورای نگهبان افراد زیر هستند:
فقها
| ر | نام                                | آغاز تصدی      | دوره(ها)     | گمارنده                           |
| - | ---------------------------------- | -------------- | ------------ | --------------------------------- |
| ۱ | احمد جنتی (زاده ۱۳۰۵) (دبیر)       | ۲۶ تیر ۱۳۵۹    | اول تا هشتم  | سید روح‌الله خمینی سید علی خامنه‌ای |
| ۲ | سید محمدرضا مدرسی یزدی (زاده ۱۳۳۴) | ۲۵ تیر ۱۳۸۳    | پنجم تا هشتم | سید علی خامنه‌ای                   |
| ۳ | مهدی شب‌زنده‌دار (زاده ۱۳۳۲)         | ۲۴ تیر ۱۳۹۲    | ششم تا هشتم  | سید علی خامنه‌ای                   |
| ۴ | علیرضا اعرافی (زاده ۱۳۳۸)          | ۲۴ تیر ۱۳۹۸    | هفتم و هشتم  | سید علی خامنه‌ای                   |
| ۵ | سید احمد خاتمی (زاده ۱۳۳۹)         | ۱۱ آبان ۱۳۹۹   | هفتم و هشتم  | سید علی خامنه‌ای                   |
| ۶ | سید احمد حسینی خراسانی (زاده ۱۳۳۸) | ۱۳ شهریور ۱۴۰۰ | هفتم و هشتم  | سید علی خامنه‌ای                   |

حقوقدانان
| ر | نام                                     | آغاز تصدی                       | دوره(ها)      | نامزدکننده                             |
| - | --------------------------------------- | ------------------------------- | ------------- | -------------------------------------- |
| ۱ | عباسعلی کدخدایی (زاده ۱۳۴۰)             | ۲۳ تیر ۱۳۹۵ ۱۳۸۸–۱۳۹۲ ۱۳۸۰–۱۳۸۶ | چهارم تا هشتم | سید محمود هاشمی شاهرودی صادق لاریجانی  |
| ۲ | سیامک ره‌پیک (زاده ۱۳۴۲) (قائم‌مقام دبیر) | ۹ مرداد ۱۳۹۷ ۱۳۸۹–۱۳۹۵          | ششم تا هشتم   | صادق لاریجانی                          |
| ۳ | هادی طحان نظیف (زاده ۱۳۶۱) (سخنگو)      | ۲۵ تیر ۱۳۹۸                     | هفتم و هشتم   | سید ابراهیم رئیسی غلامحسین محسنی اژه‌ای |
| ۴ | غلامرضا مولابیگی (زاده ۱۳۵۴)            | ۲۵ آبان ۱۴۰۰                    | هفتم و هشتم   | غلامحسین محسنی اژه‌ای                   |
| ۵ | خیرالله پروین (زاده ۱۳۴۳)               | ۴ مرداد ۱۴۰۱                    | هشتم          | غلامحسین محسنی اژه‌ای                   |
| ۶ | سید بهزاد پورسید (زاده ۱۳۴۵)            | ۲۵ تیر ۱۴۰۴                     | هشتم          | غلامحسین محسنی اژه‌ای                   |

## دوره‌ها
مدت تصدی اعضای شورای نگهبان شش سال است که هر سه سال یک بار نیمی از آنها تغییر می‌کنند.

## انتقادها
نظارت استصوابی از جمله وظایف شورای نگهبان است که در دهه‌های گذشته همواره منتقدانی از جناح‌های مختلف سیاسی جمهوری اسلامی را به انتقاد از شورای نگهبان واداشته است.
منتقدان معتقدند این شورا باید نسبت به گروه‌های سیاسی بی‌طرف باشد.

### نقش سپاه را در زندگی روزمره افزایش می‌دهد
شورای نگهبان، حضور کاندیداهای نظامی و امنیتی را به نامزدهای اصلاح‌طلب ترجیح می‌دهد. این موضوع نشان می‌دهد که سپاه پاسداران انقلاب اسلامی، نفوذ بالایی در این شورا و بر وضعیت سیاسی، اقتصادی و فرهنگی ایران دارد.

### شورای نگهبان خودسرانه نامزدها را از انتخابات رد صلاحیت می‌کند
هادی خامنه‌ای، برادر علی خامنه‌ای رهبر ایران و مشاور دولت محمد خاتمی، رئیس‌جمهور سابق اصلاح‌طلب، گفته است که بررسی صلاحیت نامزدهای مجلس شورای اسلامی دموکراسی ایران را تهدید می‌کند. وی معتقد است که به اشتباه از حضور کاندیداهای اصلاح‌طلب جلوگیری می‌شود. در سال ۱۹۹۸، شورای نگهبان، نامزدی هادی خامنه‌ای را برای تصدی کرسی مجلس خبرگان به دلیل نداشتن «صلاحیت کافی کلامی» رد کرد.
پس از آن‌که نامزدهای اصولگرا در انتخابات پارلمانی ۲۰۰۰ ضعیف ظاهر شدند، شورا بیش از ۳۶۰۰ نامزد اصلاح‌طلب و مستقل را برای انتخابات ۲۰۰۴ رد صلاحیت کرد.
در آستانه انتخابات مجلس خبرگان ایران در سال ۲۰۰۶، کلیه نامزدهای زن رد صلاحیت شدند.

### قانون توسط رهبران منتخب مردم صادر نمی‌شود
این شورای منتخب غالباً لایحه‌های تصویب شده توسط نمایندگان مردم در مجلس شورای اسلامی را وتو و رد می‌کند. بیشتر این لایحه‌هایی را که به‌طور مکرر رد می‌کند لایحه‌هایی به نفع حقوق زنان، اصلاحات انتخاباتی، منع شکنجه و تصویب معاهدات بین‌المللی حقوق بشر است.

### فساد در تأیید صلاحیت
محمود صادقی نماینده دوره دهم مجلس شورای اسلامی در گفتگویی که روز ۱۷ شهریور ۱۳۹۹، در وب‌سایت «فراز» منتشر شد، با اشاره به بازداشت ۲۰ نفر در پرونده فساد مرتبط با برخی کارشناسان و اعضای سابق شورای نگهبان، گفت در ماه‌های گذشته روند رسیدگی به پرونده این افراد به «محاق» رفته و معلوم نیست که چه روندی را طی می‌کند.
او این افراد را جزو شبکه‌هایی می‌داند که با دریافت پول درگرفتن تأیید صلاحیت کاندیدای انتخابات مجلس از شورای نگهبان دخالت می‌کرده‌اند.
وی افزود: در یک مورد، یکی از واسطه‌ها با «نوه یکی از فقهای سابق شورای نگهبان کار می‌کرده» و برای گرفتن تأیید صلاحیت یک «نماینده مجلس دهم، ۲۰۰ میلیون» تومان دریافت کرده است. در ادامه نوشته شده که فردی به اسم رحیمی، رئیس سابق حفاظت اطلاعات شورای نگهبان که در این پرونده پیگیری زیادی کرده بود، «به شکل ناگهانی برکنار شد» و در این زمینه نامه‌ای هم به علی خامنه‌ای، نوشت.
به گفته صادقی، در این پرونده‌ها «فایل‌های صوتی عدیده و اسناد زیادی وجود دارد» و «گروهی را در حال تبادل وجه در هتل هویزه دستگیر» کرده‌اند. او در عین حال می‌گوید دستگیری این افراد نباید در آن مقطع صورت می‌گرفت و دستگاه‌های امنیتی «باید اجازه می‌دادند تا جریان جلوتر برود و ابعاد بیشتری روشن شود».
به گفته صادقی، مبالغی که این افراد برای گرفتن تأیید صلاحیت نمایندگان مجلس از اعضای شورای نگهبان دریافت می‌کردند، متفاوت بوده و از ۲۰۰ میلیون تومان تا چهار میلیارد تومان در نوسان بوده است. اعضای این باند به نمایندگانی که پیگیر تأیید صلاحیت خودشان بوده‌اند و احیاناً به بالا بودن مبالغ درخواستی معترض شده بودند، گفته‌اند: «وقتی به مجلس بروید این رقم را به دست می‌آورید».
صادقی در بخش دیگری از این گفتگو به پرونده سینا کمال‌خانی اشاره کرده که به گفته او با دریافت ۵۰۰ میلیون تومان برای انتخابات اخیر مجلس تأیید صلاحیت شده بود. به گفته صادقی، در پرونده مرتبط با تأیید صلاحیت سینا کمالخانی، چند نفر بازداشت شده‌اند ولی از سرنوشت این پرونده نیز خبری در دست نیست.
به گفته او، افراد مرتبط با این پرونده فساد که در قالب هفت شبکه کار می‌کردند، در پوشش «خیریه یا وجوهات» کار خود را جلو می‌برده‌اند و در اسنادی که به قوه قضاییه داده شده، یکی از افراد این شبکه‌ها می‌گوید که «از طریق کارشناس‌های پرونده در شورای نگهبان» اهداف خودشان را پیگیری می‌کنند.